# Alfonso Balaguer Regalado
Alfonso Balaguer Regalado (Lima, 4 de junio de 1902-Callao, 2 de octubre de 1959) fue un marino y político peruano. Fue ministro de Educación Pública de 1952 a 1954, durante el gobierno del general Manuel Odría.

## Biografía
Nació en Lima en 1902, siendo sus padres Enrique Balaguer y Áurea Regalado. Cursó su educación primaria en el colegio del Seminario de Santo Toribio, y la secundaria en el Colegio Nacional Nuestra Señora de Guadalupe.
En 1920 ingresó como cadete a la Escuela Naval del Perú, egresando en 1925 como alférez de fragata y con el primer puesto de su promoción. Al año siguiente, el gobierno de Augusto Leguía lo comisionó a los Estados Unidos para que formara parte de la tripulación de los recientemente adquiridos submarinos R-1 y R-2. Para instruirse, ingresó a la Escuela de submarinos de New London, donde se graduó de oficial. Sirvió en los cuatro submarinos de tipo R de la marina peruana, y llegó a ser segundo comandante en el R-1 y R-3.
En 1933 fue transferido a la División de Destructores, siendo comisionado a Estonia para integrar la dotación del destructor Almirante Guise, que, junto con su par el Almirante Villar, eran las nuevas adquisiciones de la marina peruana, ante la amenaza de un conflicto a gran escala con Colombia. En 1934, ya de retorno al Perú, pasó a ser comandante del submarino R-3, en el que permaneció hasta 1937. En 1935 ascendió a capitán de corbeta.
En 1937, fue acreditado como agregado naval en la embajada del Perú en Alemania. Se dedicó a estudiar en Kiel, y luego en Bremen, todo lo relacionado con diques industriales, tanto secos como flotantes.
De regreso al Perú en 1938, pasó a servir en el Arsenal Naval del Callao, haciéndose cargo de la superintendencia del dique seco y varadero. En 1942 pasó al retiro.
Era pues, un capitán de corbeta retirado, cuando el gobierno del general Manuel A. Odría lo convocó para que formara parte de su gabinete ministerial, como ministro de Educación Pública, cargo que juró el 19 de diciembre de 1952. Se mantuvo en dicho cargo hasta enero de 1954.
Culminada su gestión ministerial, pasó a ser embajador del Perú en Nicaragua. De retorno a su patria, se dedicó a sus negocios privados, hasta que le sorprendió la muerte en 1959.